# Ópera de Crosby
Crosby's Opera House (1865–1871) foi uma casa de ópera em Chicago, Illinois, Estados Unidos. Foi fundada por Uranus H. Crosby em 1865 com o objetivo de promover as artes em Chicago, trazendo a ópera para a cidade. O edifício de cinco andares foi projetado por William W. Boyington e continha estátuas de pintura, escultura, música e comércio que davam as boas-vindas aos visitantes que entravam pelo arco do edifício. Depois de realizar apresentações apenas ocasionais, Crosby enfrentou muitas dificuldades comerciais que resultaram na decisão de vender o prédio em 1866. A Crosby Opera House Art Association foi formada para ajudar Crosby a vender o prédio por sorteio. A loteria distribuiu mais de 210 mil bilhetes, premiando os compradores com grandes obras de arte e até o próprio prédio. Depois de ser vendido de volta para Crosby pelo ganhador da loteria, AH Lee, o salão começou a produzir performances mais consistentes. A casa de ópera durou menos de seis anos e meio antes de ser destruída no Grande Incêndio de Chicago em 1871 e nunca mais ser reconstruída.
Em 1989, a cidade demoliu as propriedades deterioradas do local onde antes existia, e levou décadas para posteriormente formalizar planos de requalificação do chamado Bloco 37. Durante a discussão de vinte anos da cidade sobre o que fazer com a propriedade, ela foi usada como estúdio de arte para estudantes de escolas públicas de Chicago e como pista de patinação durante o inverno.